# Denise Capezza

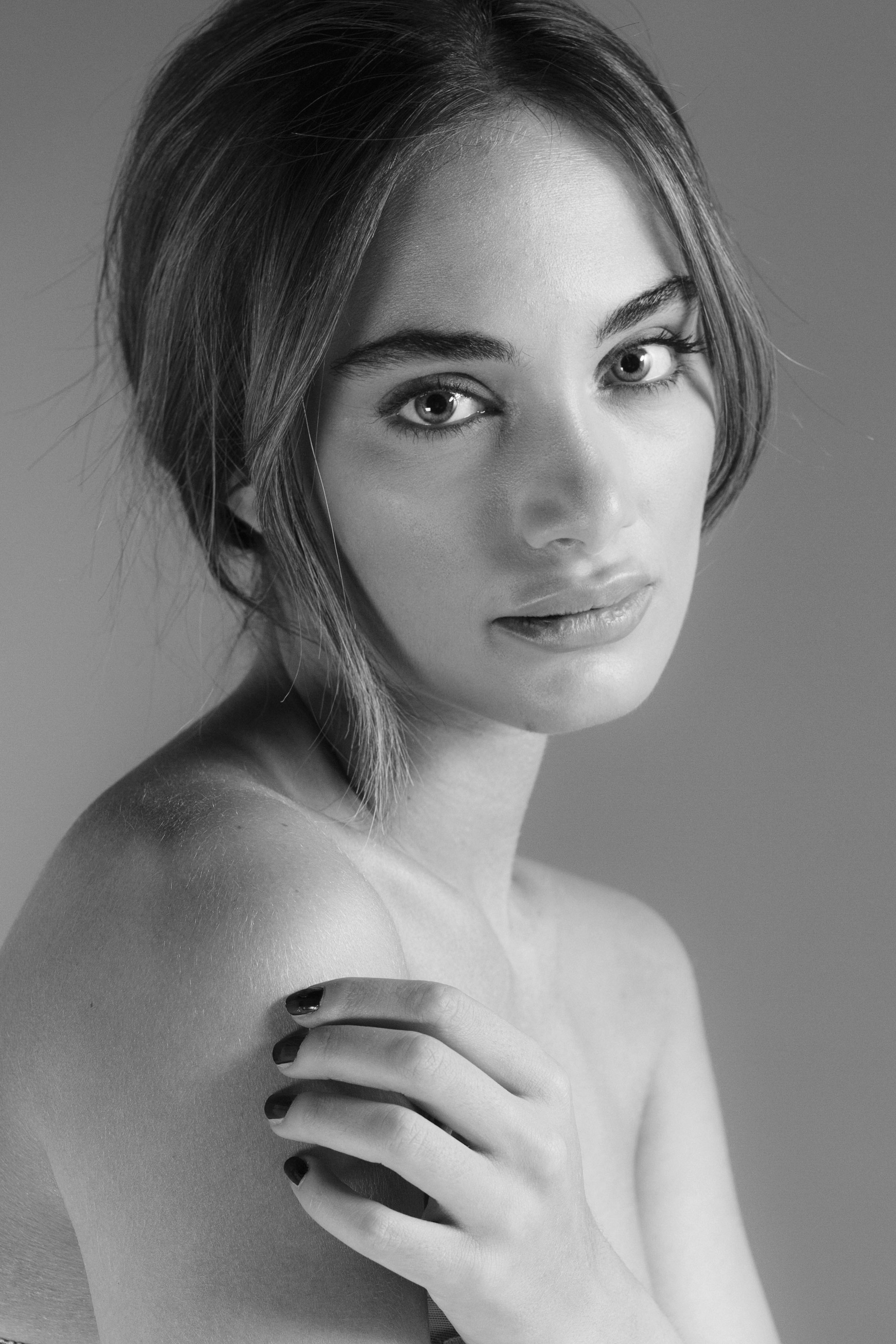
Denise Capezza

Denise Capezza (* 7. November 1989 in Neapel) ist eine italienische Schauspielerin.

## Leben und Karriere
Capezza wurde am 7. November 1989 in Neapel. Sie lernte zunächst Ballett, bevor sie aufgrund einer Verletzung das Studium aufgeben musste. Nach der Verletzung begann sie ein Schauspielstudium am Teatro Elicantropo in Neapel und später an der Accademia Beatrice Bracco in Rom. Ihr Debüt gab sie 2012 in der Fernsehserie Uçurum. Dort erlernte sie schnell die türkische Sprache und wirkte in weiteren türkischen Produktionen wie İnadına Yaşamak, Düşler ve Umutlar und Hep Yek mit. Von 2016 bis 2017 war sie in Gomorrha zu sehen. Zwischen 2019 und 2020 bekam sie eine Rolle in Baby. Unter anderem setzte sie ihre Karriere in dem Film Diva Futura fort.
2023 heiratete sie in den Schauspieler Michele Rosiello.

## Filmografie
Filme
- 2016: Hep Yek
- 2017: Killer in Red
- 2018: San Valentino Stories
- 2020: Cobra non è
- 2022: Crimes of the Future
- 2024: Diva Futura

Serien
- 2012: Uçurum
- 2013–2014: İnadına Yaşamak
- 2014: Düşler ve Umutlar
- 2016–2017: Gomorrha
- 2019–2020: Baby
- 2022: Bang Bang Baby
- 2022: Malinconico, avvocato d'insuccesso
- 2023: Unwanted
- 2024: Sul più bello - La serie
- 2024: Betrügerische Liebe
- 2024: Şakir Paşa Ailesi: Mucizeler ve Skandallar